# Чебоксарское музыкальное училище имени Ф. П. Павлова
Чебоксарское музыкальное училище имени Ф. П. Павлова (ЧМУ) — государственное учреждение среднего профессионального образования города Чебоксары Чувашской Республики по подготовке кадров в области культуры и искусства. Старейшее профессиональное образовательное учреждение Чувашской Республики.
Входит в образовательную систему Министерства культуры и массовых коммуникаций Российской Федерации.

## История
Инициатива создания училища принадлежит основоположникам чувашского профессионального музыкального искусства композиторам Степану Максимовичу Максимову и Фёдору Павловичу Павлову.
15 апреля 1929 года постановлением Совнаркома Чувашской АССР на базе Чебоксарской музыкальной школы был создан Чувашский музыкальный техникум. В 1939 году он был переименован в училище. Имя композитора Ф. П. Павлова учебному заведению было присвоено в 1954 году.
У истоков становления училища стояли приглашенные в республику музыканты:
- скрипач и композитор В. М. Кривоносов;
- пианист И. В. Люблин;
- пианист Э. Д. Фейертаг;
- виолончелист Остен-Сакен, Лев Эрнестович;
- московский дирижёр и музыкант-духовик С. И. Габер и другие.

К настоящему времени (2025) училищем подготовлено около 5 тысяч профессиональных музыкантов. Директор училища: Охтерова Ольга Евгеньевна

## Творческие коллективы
В училище функционирует 10 творческих коллективов. Среди них симфонический, духовой, эстрадно-джазовый оркестры, оркестр народных инструментов, ансамбль скрипачей, ансамбль домристов «Нюанс», фольклорный ансамбль «Янтал», ансамбль баянистов «Тангомания», хор дирижёрско-хорового и вокального отделений.

## Отделения
- Отделение специального фортепиано
- Отделение духовых и ударных инструментов
- Отделение дирижёрско-хоровое
- Отделение вокального искусства
- Отделение баяна-аккордеона
- Отделение струнных народных инструментов
- Отделение теории музыки
- Отделение концертмейстерского класса и камерного ансамбля
- Отделение общего фортепиано
- Отделение специализированного фортепиано
- Отделение руководителей народного хора
- Отделение музыкального искусства эстрады
- Струнная группа оркестрового отделения
- Общеобразовательные дисциплины

## Конкурсы
Студенты представляют Чувашскую Республику на творческих состязаниях. Лауреатом семи международных конкурсов является баянист Виктор Семёнкин. Золотая медаль «Дельфийских игр» вручена лауреату международного конкурса баянисту Михаилу Никифорову, а бронзовая — будущему руководителю народного хора Елене Новиковой. Звания лауреатов международных конкурсов имеют баянист Виктор Киреев, пианисты Анжелика Половина, Наталья Ананьева и Ольга Лучина. Лауреатом Всероссийского конкурса исполнителей на духовых и ударных инструментах стал Дмитрий Егоров.

## Известные выпускники
Народные артисты Российской Федерации
- Лукин, Филипп Миронович
- Хирбю, Григорий Яковлевич
- Галкин, Виктор Аполлонович
- Любимов, Анатолий Сергеевич

Заслуженная артистка Российской Федерации
- Чумакова, Тамара Ивановна

Заслуженные деятели искусств Российской Федерации
- Васильев, Фёдор Семёнович (1968);
- Лебедев, Герман Степанович
- Асламас, Анисим Васильевич
- Ходяшев, Виктор Александрович
- Важоров, Валерий Афанасьевич (1994)
- Кондратьев, Михаил Григорьевич (2001)

Заслуженный деятель искусств Украины
- Кравчук, Юрий Федорович (2009)

Заслуженный работник культуры Российской Федерации
- Илюхин, Юрий Александрович